# NGC 4471
NGC 4471 este o galaxie eliptică situată în constelația Fecioara. A fost descoperită în 29 iunie 1861 de către Johann Friedrich Julius Schmidt⁠(d).